# Imee Ooi
 (mars 2025).
Imee Ooi (chinois pinyin: 黃慧音 Huáng Huìyīn ) est une compositrice et chanteuse sino-malaisienne, née  le 21 mars 1964 à Taiping (Malaisie), spécialisée dans la musique bouddhique. Elle interprète ses compositions en sanskrit, pali, tibétain et mandarin et anglais. Également productrice, elle créé le label I.M.M. Musicworks en 1997. Elle enregistre plus de cinquante albums et se produit en concerts.
En 2015, elle forme le groupe vocal masculin nommé les Jing Shi Jin Gang (« Gardiens du Dharma »), avec lequel elle effectue une tournée internationale la même année.

## Biographie

### Enfance
Imee Oi  naît le 21 mars 1964 à Taiping en Malaisie, au sein d’une famille hokkienne originaire de la province chinoise du Guangdong. Son père est écrivain, sa mère professeure de piano, qu’elle enseigne à ses cinq enfants[réf. nécessaire].

### Carrière
Au début des années 1990, après une formation de pianiste classique, elle suit l'exemple de sa mère et devient  à son tour professeure de piano, avant de se lancer dans la composition, créant des musiques de films pour le cinéma ou des séries télévisées
Bouddhiste pratiquante, végétarienne, elle décide de se spécialiser dans la musique bouddhique,, créant à partir de textes sacrés (dharanis, mantras, sutras) qu'elle interprète en sanskrit, pali, tibétain et mandarin. Certains sont traduits et interprétés en anglais. Elle compose également des comédies musicales et se produit en concert.
En 1997, elle fonde le label discographique I.M.M. Musicworks pour publier sa musique,.
En 2015, elle à formé un groupe vocal masculin composé de huit chanteurs âgés de 25 à 38 ans, nommé  Jing Shi Jin Gang (« Gardiens du Dharma »), avec lequel elle entreprend une tournée  internationale en Malaisie à  Hong Kong et Shanghaï
  

Discrète sur sa vie privée, elle n'aborde jamais ce thème dans les entretiens qu'elle accorde, préférant parler de son art et de son cheminement spirituel :

« Le pouvoir de la musique est très fort. Nous essayons d'utiliser la musique pour transmettre des messages positifs. Je suis une personne qui ne planifie pas à l'avance. Cela ressemble beaucoup à l'enseignement bouddhique: vivez pour le moment présent, ne laissez pas l'avenir vous ligoter, ne laissez pas le passé vous troubler et tout ira bien »

## Discographie
Imee Ooi a composé quelque cinq-cents pièces  et enregistré plus de cinquante albums.

### Albums solo(Liste non exhaustive)
Musique composée par Imee Ooi, arrangements de Praveen Maddhali.
- 1999 :  The Chant of Metta, chanté en pali et en anglais, label  I.M.M. Musicworks 1000 ;
- 1999 :  The Chant of Metta, pali, mandarin, label I.M.M. Musicworks 1000 C ;
- 1999 :  Jayamangalagatha, pali, I.M.M. Musicworks 1001 ;
- 2000 : Heart Sutra, mandarin, I.M.M. Musicworks 1002 ;
- 2000 : Nilakantha Dharani, sanskrit, I.M.M. Musicworks 1003 ;
- 2000 : The Great Mercy Mantra (titre alternatif : The Great Compassionate Mantra), tibétain, I.M.M. Musicworks 1004
- 2001 : Om Mani Padme Hum, tibétain, I.M.M. Musicworks 1004 ;
- 2002 : The Guan Yin Mantra, mandarin, I.M.M. Musicworks 1008 ;
- 2003 :  Ratana Sutta, pali, anglais, I.M.M. Musicworks 1010 ;
- 2003 :  Mantras of the Sanskrit , sanskrit, I.M.M. Musicworks 1011 ;
- 2003 :  Heart Sutra , cantonais, I.M.M. Musicworks 1012 ;
- 2003 :  Mantra of the Green Tara, tibétain , I.M.M. Musicworks 1013 ;
- 2004 :  Tisarana, pali, I.M.M. Musicworks 1014 ;
- 2004 :  Namo Amitabha, mandarin, I.M.M. Musicworks 1017 ;
- 2005 :  The Diamond Sutra: Vijracchedika Prajna Paramita Sutra, mandarin, I.M.M. Musicworks 1018 ;
- 2005 :  The Wisdom of Manjusri Bodhisattva, sanskrit, I.M.M. Musicworks 1019 ;
- 2005 :  Medicine Buddha Dharani, sanskrit, I.M.M. Musicworks 1020 ;
- 2006 : Arya Ekadasa: Mukha Dharani (en), sanskrit, I.M.M. Musicworks 1021 ;
- 2006 :  The Series of Ten Short Mantras (en), Vol. 1 , sanskrit, I.M.M. Musicworks 1022 ;
- 2007 :  Karaniya Metta Sutta, pali, I.M.M. Musicworks 1024 ;
- 2007 :  The Series of Ten Short Mantras, Vol. 2, sanskrit, I.M.M. Musicworks 1025 ;
- 2007 : The Mantra of Guru Rinpoche, tibétain, I.M.M. Musicworks 1026 ;
- 2007 :  The Series of Ten Short Mantras, Vol. 3, I.M.M. Musicworks 1027 ;
- 2008 :  The Series of Ten Short Mantras, Vol. 4 , sanskrit, I.M.M. Musicworks 1028 ;
- 2008 :  Chants from Heart to Heart: The Heart of Prajna Paramita and Hannya Shingyo, pali, I.M.M. Musicworks 1030 ;
- 2008 : Ksitigarbha: Mantra of the Earth Store, sanskrit, I.M.M. Musicworks 1031 ;
- 2008 :  Message in Music, Vol. 1, anglais, I.M.M. Musicworks 2000 ;
- 2009 :  Sakyamuni Buddha Mantra, sanskrit, I.M.M. Musicworks 1032 ;
- 2009 :  Message in Music, Vol. 2 , anglais, I.M.M. Musicworks 2001 ;
- 2009 :  Heart of Repentance, anglais, I.M.M. Musicworks 1033 ;
- 2009 :  Hymns of the Pureland, mandarin, I.M.M. Musicworks 1034 ;
- 2009 :  The Shore Beyond: Prajna Paramaita Hrdaya Sutram , sanskrit, I.M.M. Musicworks 1035 ;
- 2009 :  Universal Door Chapter: The Lotus Sutra, mandarin, I.M.M. Musicworks 1036 ;
- 2009 :  The Mantra of Vajrasattva: Om Benza Sato Hum , tibétain, I.M.M. Musicworks 1037 ;
- 2009 :  Message in Music, Vol. 3, anglais, I.M.M. Musicworks 2002 ;
- 2009 :  Shurangama Mantra, mandarin , I.M.M. Musicworks 1039 ;
- 2011 : Maitreya: The Buddha of Loving-Kindness, tibétain, I.M.M. Musicworks 1041 ;
- 2011 : The Sounds of Protection (titre alternatif: Mantras in Tibetan) , tibétain, I.M.M. Musicworks 1042 ;
- 2012 : Message in Music, Vol. 4, anglais, I.M.M. Musicworks 2003 ;
- 2017 : In Metta, en collaboration avec Dewa Budjana, anglais, I.M.M. Musicworks 2017

### Comédies musicales(Liste non exhaustive)
Note
- 1999 : Siddhartha (ou Prince Siddhartha), composition, arrangements, direction musicale, production[2],[6].
- 2004 : Above Full Moon, composition, direction musicale[6],[7],[2].
- 2005–2006 :The Perfect Circle, composition, direction musicale[6].
- 2008 :  Princess Wen Cheng (titre alternatif: Jewel of Tibet), Composition, direction musicale[8],[6].